# South African National Water Act
Le South African National Water Act est une loi sur la gouvernance de l'eau votée en 1998 en Afrique du Sud. Elle instaure une réforme ambitieuse des mesures de conservation et de partage de la ressource et est souvent considérée comme un modèle en la matière.